# 黑默斯凯尔
黑默斯凯尔（德語：Hermeskeil）是德国莱茵兰-普法尔茨州的一个市镇。总面积30.85平方公里，总人口5621人，其中男性2717人，女性2904人（2011年12月31日），人口密度182人/平方公里。

## 友好城市
- 波蘭 海爾[1]